# Barman (álbum)
Barman es el segundo EP del grupo español punk La Polla Records lanzado en 1991 y es el décimo lanzamiento de la banda. Este EP consiste en cuatro covers que la banda ocasionalmente tocaba en vivo, reversionadas con letras en español. La canción «Juanito Tergal» aparece en la maqueta de Banco Vaticano y fue regrabada en esta ocasión.
En 1998, la discográfica Oihuka reeditó este EP junto a Y ahora qué? en un único CD.

## Canciones
1. «Ángeles caídos» - (2:59)
  - Versión del tema «Where are they now» de Cock Sparrer
2. «Kamarraden» - (2:39)
  - Versión del tema «You've got my number» de The Undertones
3. «Barman» - (1:48)
  - Versión del tema musical de la serie de televisión Batman
4. «Juanito Tergal» - (2:28)
  - Versión del tema «Johnny B. Goode» de Chuck Berry.

## Personal
Músicos
- Evaristo - Voz líder.
- Txarly - Guitarra solista, coros.
- Sumé - Guitarra rítmica, coros.
- Abel - Bajo.
- Fernandito - Batería, coros.

Colaboradores
- Adolfo Lacunza - Fotografías.
- Jean Phocas - Técnico de sonido y Producción.